# Dolichoderus erectilobus
Dolichoderus erectilobus es una especie de hormiga del género Dolichoderus, subfamilia Dolichoderinae. Fue descrita científicamente por Santschi en 1920.
Se distribuye por Tailandia y Vietnam.

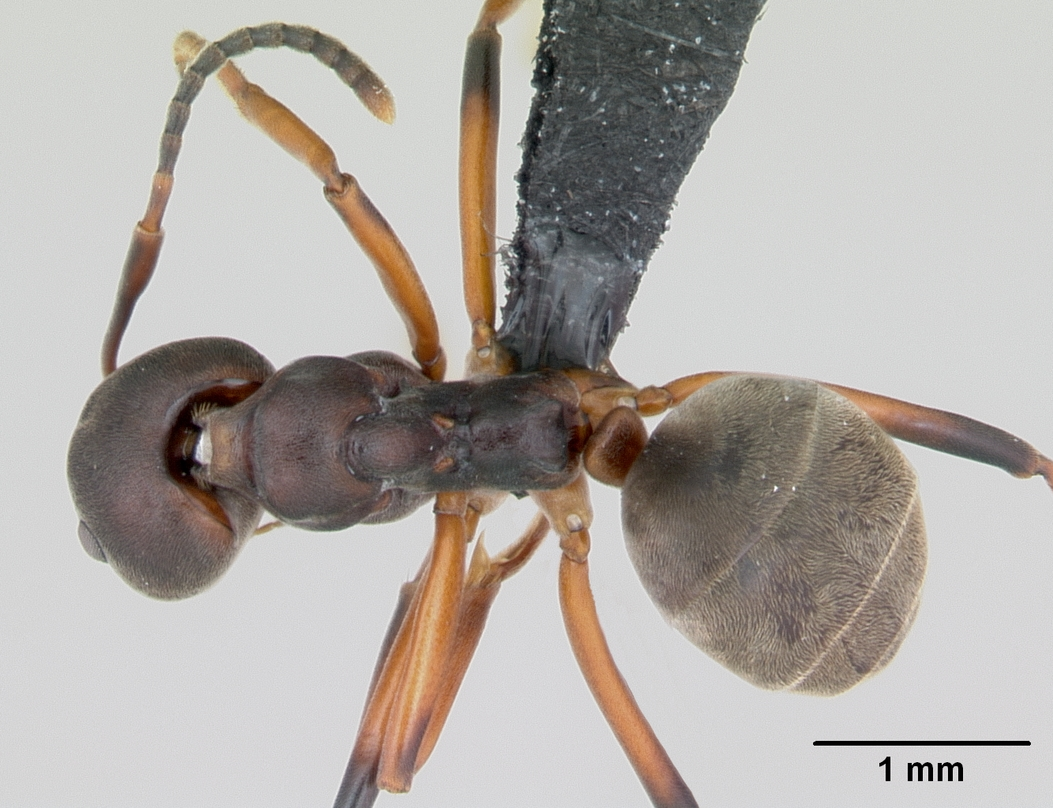
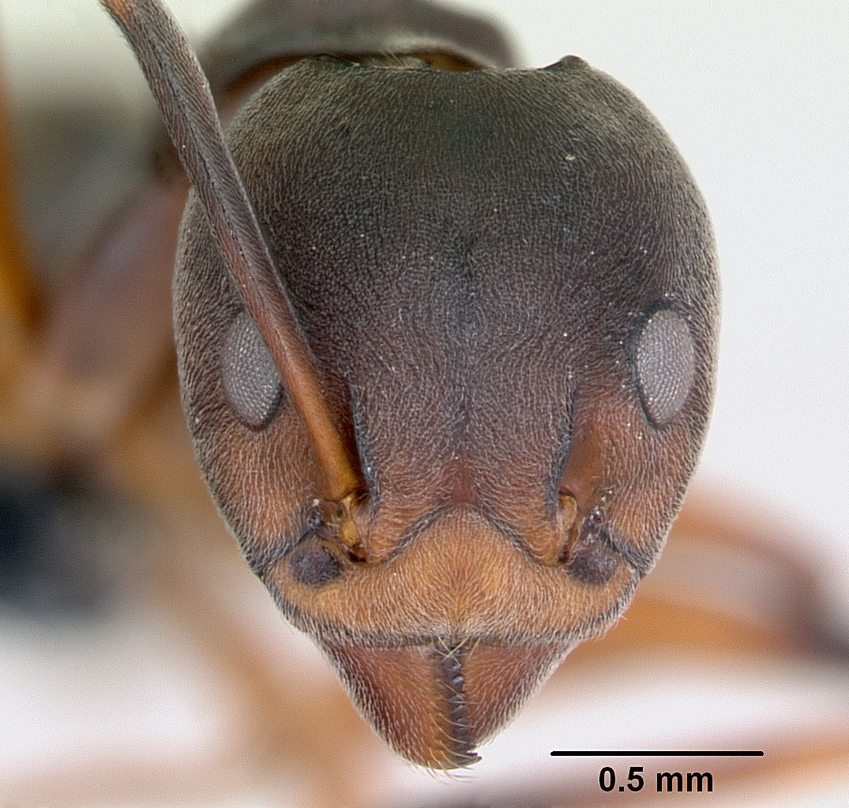